# Hermann Scherchen

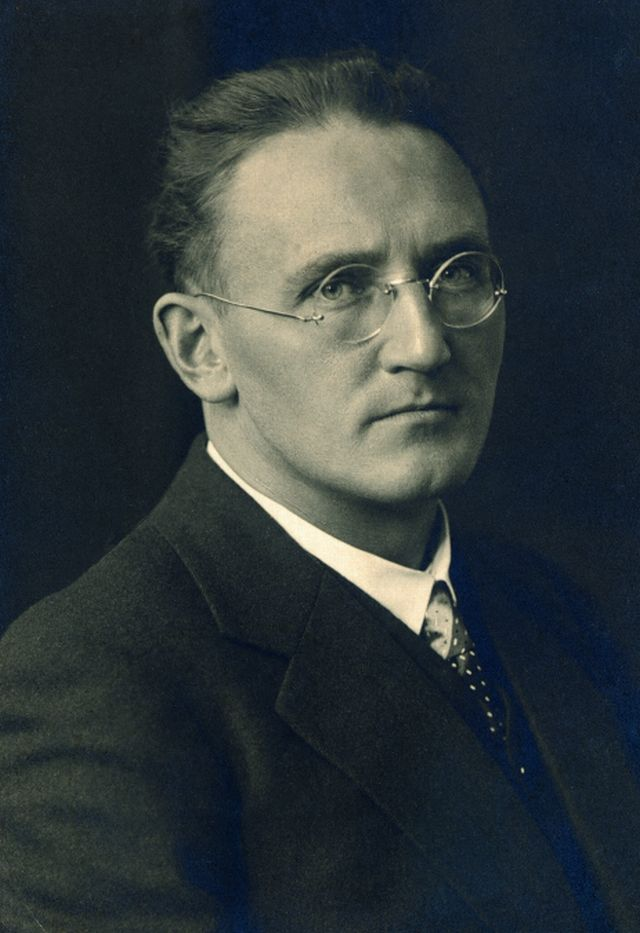
Hermann Scherchen, 1934

Hermann Carl Julius Scherchen (* 21. Juni 1891 in Berlin; † 12. Juni 1966 in Florenz) war ein deutscher Dirigent und Komponist.

## Leben
Nach frühem Violinunterricht in der Kindheit studierte Scherchen an der Berliner Musikhochschule. 1907 begann er seine Musikerlaufbahn als Bratschist im  „Blüthner-Orchester“, dem Vorgänger des Berliner Symphonie-Orchesters (heute: Konzerthausorchester Berlin), und als Aushilfe bei den Berliner Philharmonikern und in der Krolloper. Das Handwerk für seinen späteren Beruf des Dirigenten erlernte er hauptsächlich als Autodidakt.
In die 1910er Jahre fielen zwei prägende Ereignisse. Entscheidend für seine berufliche und künstlerische Entwicklung wurde 1911 seine Begegnung mit Arnold Schönberg, mit dem er für die Uraufführung von dessen Pierrot lunaire (1912) als Dirigent zusammenarbeitete, welches er im folgenden Jahr auch auf einer Tournee dirigierte. 1914 war er in Jūrmala als Dirigent des Rigaer Symphonieorchesters angestellt. Nachdem er zu Beginn des Ersten Weltkriegs in Lettland als feindlicher Ausländer von den Russen interniert worden war, wo er weitere Erfahrungen als Dirigent, Bratschist und Lehrer sammelte und sich auch der Komposition von Kammermusik und Liedern widmete, erlebte er als ziviler Kriegsgefangener in einem Lager im Ural 1917 die russische Oktoberrevolution mit.
1918 übersetzte er das Arbeiterlied Brüder, zur Sonne, zur Freiheit aus dem Russischen ins Deutsche. Von der musikalischen Avantgarde Russlands beeindruckt, kehrte er nach Berlin zurück. Er gründete ein Streichquartett („Scherchen-Quartett“), die Musikzeitschrift für zeitgenössische Musik Melos und die Neue Musikgesellschaft Berlin. Daneben begann er seine Lehrtätigkeit an der Hochschule für Musik Berlin und wurde Leiter zweier Arbeiterchöre. In den folgenden Jahren dirigierte er in Leipzig (1920/1921) das „Orchester des Konzertvereins“ und in Frankfurt am Main (1922–1924) als Nachfolger von Wilhelm Furtwängler. Er war Leiter der Museumskonzerte der Frankfurter Museumsgesellschaft und wirkte in Winterthur (1922–1950), als Generalmusikdirektor in Königsberg (1928–1931) und war daneben bis 1933 musikalischer Leiter des dortigen Rundfunksenders. In Winterthur machte er als Dirigent das von Mäzen Werner Reinhart geförderte Stadtorchester Winterthur europaweit bekannt.
Ab 1923 engagierte sich Scherchen in der Internationalen Gesellschaft für Neue Musik (IGNM). In diesem Umfeld lernte er auch Karl Amadeus Hartmann kennen, zu dessen Mentor er wurde. 1923, 1926 und 1935 wirkte er als Juror, 1924, 1927, 1929–1931, 1933–1936 und 1938 als Dirigent bei den Weltmusiktagen der Internationalen Gesellschaft für Neue Musik (ISCM World Music Days).
1926 dirigierte Scherchen erstmals bei den Donaueschinger Musiktagen. Scherchen gehörte der KPD zwar nicht als Mitglied an, stand aber politisch links und war ein großer Freund der Sowjetunion. 1933 verließ er wegen seiner Ablehnung des Nationalsozialismus Deutschland. In Brüssel gründete er den Musikverlag Ars viva, der neben der Publikation unbekannter älterer Werke vor allem der Verbreitung zeitgenössischer Partituren und Textbücher, etwa von Karl Amadeus Hartmann und Wladimir Vogel, sowie der Zeitschrift Musica viva diente, aber keinen langen Bestand hatte. 1937 zog er in die Schweiz.
Nach dem Zweiten Weltkrieg war Scherchen von 1945 bis 1950 musikalischer Leiter beim Radioorchester Zürich, welches in Radio-Orchester Beromünster umbenannt wurde, und Chefdirigent des Studioorchesters beim Schweizer Rundfunk. Ab 1950 engagierte er sich bei den Darmstädter Ferienkursen für Neue Musik und verhalf vielen der damaligen Avantgarde-Komponisten zu Uraufführungen. Im selben Jahr gründete er den Musikverlag Ars viva in Zürich neu. 1951 leitete er an der Berliner Staatsoper die Uraufführung von Paul Dessaus Die Verurteilung des Lukullus. 1954 gründete Scherchen in seinem Wohnort Gravesano mit Unterstützung der UNESCO ein Studio für Forschungen auf dem Gebiet der Elektroakustik (Rundfunk- und Aufnahmetechnik), wo Komponisten wie Vladimir Ussachevski, Luc Ferrari, François-Bernard Mâche und vor allem Iannis Xenakis arbeiteten. Die Ergebnisse dieser Forschungen veröffentlichte Scherchen in den Gravesaner Blättern. Von 1959 bis 1960 war er außerdem Chefdirigent der Nordwestdeutschen Philharmonie in Herford.
Scherchen setzte sich in seiner Karriere wie kaum ein zweiter Dirigent für die Neue Musik ein. Er dirigierte viele Uraufführungen, darunter Werke von Arnold Schönberg, Alban Berg, Anton Webern, Paul Hindemith, Ernst Krenek, Richard Strauss, Karl Amadeus Hartmann, Edgar Varèse, Luigi Nono, Luigi Dallapiccola, Paul Dessau, Boris Blacher, Hans Werner Henze, Alois Hába, Albert Roussel, Claude Ballif, Karlheinz Stockhausen und Iannis Xenakis. Daneben gründete er Ensembles, die sich der Aufführung zeitgenössischer Musik widmeten, und Zeitschriften, die sich publizistisch um deren Verbreitung bemühten. 1961 wurde er zum Ehrenmitglied der International Society for Contemporary Music ISCM (Internationale Gesellschaft für Neue Musik) gewählt.
Scherchen war als Dirigent für unkonventionelle Interpretationen bekannt. So existiert eine Aufnahme der 5. Sinfonie von Gustav Mahler, in welcher er erhebliche Streichungen in der Partitur vornahm (möglicherweise, um eine einstündige Radioübertragung zu ermöglichen). Auch gehörte er zu den Ersten, die Beethovens Metronomangaben ernst nahmen, was auf einigen seiner Aufnahmen zu hören ist.
Zu seinen Schülern gehörten Karl Amadeus Hartmann, Ernest Bour, Carlos Ehrensperger, Bruno Maderna, Luigi Nono, Francis Travis und Harry Goldschmidt.
Während eines Konzerts in Florenz 1966 erlitt er einen Herzinfarkt und verstarb wenige Tage darauf. Beigesetzt wurde er in Gravesano, auf seinem Grabstein stehen die Anfangsnoten von Bachs Kunst der Fuge.
Elias Canetti porträtiert in seinem Buch Das Augenspiel – Lebensgeschichte 1931–1937 (1985) Scherchen – der als Charakter nicht unproblematisch war – in dem Kapitel Der Dirigent außerordentlich scharf.

### Familie
Hermann Scherchen war zunächst mit Auguste (Gustl) Maria Jansen verheiratet; der Ehe entstammt der Sohn Karl Hermann Wolfgang (Wulff), geboren 1920. 1927–1929 war er mit der Schauspielerin Gerda Müller verheiratet, war darauf wieder mit Gustl Jansen zusammen, bevor er 1936 in Peking die Komponistin Xiao Shuxian (Hsiao Shu-hsien) heiratete. 1938 wurde ihre gemeinsame Tochter Tona geboren. Diese kehrte 1949 mit ihrer Mutter nach China zurück. Später machte sie sich einen Namen als Komponistin, vor allem nachdem sie 1972 nach Frankreich gezogen war. Scherchens letzte Frau war die in Zürich lebende Mathematiklehrerin Pia Andronescu (Heirat 1954), mit der er fünf Kinder hatte.
Gustl Jansens Schwester Helene (Lene) war mit Sándor Radó verheiratet, der zur europaweiten Widerstandsbewegung Rote Kapelle gehörte und den Scherchen während dessen Flucht 1944 eine Zeit lang in seiner Wohnung in Genf versteckte.

## Auszeichnungen
- 1930: Ehrendoktorat der Philosophie (Albertus-Universität Königsberg)
- 1957: Deutscher Kritikerpreis
- 1961: Silberne Médaille de la Ville de Paris
- 1961: Ehrenmitgliedschaft der Internationalen Gesellschaft für Neue Musik

## Publikationen
- Lehrbuch des Dirigierens. Leipzig 1929.
- Lehrbuch des Dirigierens. Schott, Mainz, Nachdruck 2006, ISBN 978-3-7957-2780-2.
- Vom Wesen der Musik., Winterthur 1946.
- Musik für Jedermann. Winterthur 1950.
- Alles hörbar machen: Briefe eines Dirigenten 1920–1939. Berlin 1976.
- Aus meinem Leben, Berlin 1984.
- Schallplattenaufnahmen von mehreren hundert Werken vom Barock bis zur Moderne (wenige noch im Handel erhältlich)